# Illegal Tender (Beverly Hills, 90210)
Illegal Tender is de zestiende aflevering van het achtste seizoen van het tienerdrama Beverly Hills, 90210, die voor het eerst werd uitgezonden op 14 januari 1998.

## Plot
David neemt zijn nieuwe baan als recensent heel serieus. Hij heeft een onbekende zangeres bekeken voor de krant en haar een slechte beoordeling gegeven. Als David trots zijn verhaal leest op de redactie komt de zangeres langs om verhaal te halen. David probeert haar uit te leggen dat hij achter zijn verhaal staat maar ze haalt hem over om toch een cd van haar te beluisteren. De cd valt in de smaak bij David en krijgt spijt van zijn verhaal. Hij wil haar toch een kans geven en vraagt Valerie of zij een optreden mag doen in de After Dark. Na veel aarzelen gaat Valerie akkoord en het optreden wordt een groot succes.
Brandon is flink geschrokken door de tape van het belastende gesprek die hij gevoerd heeft met Emma en gaat verhaal halen bij Emma. Door hoort hij dat zij boos op hem is door het feit dat hij niets meer van haar wil en zwijgt als Brandon vraagt of zij nog meer kopieën heeft van de tape. Brandon weet niet wat hij moet doen en kan dit niet meer geheim houden en ligt Steve in van zijn overspel. Steve schrikt hiervan en had dit niet van hem verwacht maar zegt hem te zwijgen tegen Kelly. Steve wil dat Brandon een brief schrijft naar de krant onder een fictieve naam over zijn daden en wat hij moet doen, en deze laten lezen door Kelly en kijken wat zij hierover zegt. Kelly leest deze brief maar kan hier niet direct een antwoord opgeven, dit tot ergernis van Brandon en Steve. Dan belt Emma naar het huis van Brandon en Steve neemt op en ze praten over de affaire tussen haar en Brandon. Kelly luister per ongeluk mee en denkt dan dat Steve en Emma een affaire hebben. Nu is de chaos compleet en Brandon is blij dat hij nu even rust heeft. Kelly is boos op Steve en Emma en wil dit gaan bepraten met Emma, daar aangekomen hoort ze dan dat ze het verkeerd heeft en dat Brandon degene is waar ze een affaire mee heeft gehad en om dat te bewijzen laat ze Kelly de tape horen. Kelly is heel boos en vertelt aan Brandon dat ze hem niet meer wil zien en dat de relatie uit is.
Valerie baalt ervan dat zij hard moet werken in de After Dark en dat Noah alle winst opstrijkt. Om dit te compenseren heeft Valerie, zonder medeweten van Noah, een illegale bookmaker toestemming gegeven om in de After Dark weddenschappen af te sluiten. Noah komt er toch achter en eist van Valerie en de bookmaker dat ze er meteen mee stoppen en het geld teruggeven aan de mensen. Maar Valerie is Valerie dus ze trekt niets van Noah aan en gaat er gewoon mee door. Later wordt ze weer betrapt en nu door een politieagent die Valerie en Noah arresteert en meeneemt naar het politiebureau. Ondertussen ziet Valerie hoe David met de zangeres optrekt en wordt jaloers. Ze krijgt ruzie met hem en later krijgt ze hier spijt van en geeft David een duur cadeau om het goed te maken.
Steve en Zach zijn een dagje weg geweest en als zij bij de Peach Pit Carly willen opzoeken gebeurt er iets. Steve laat Zach alleen de straat over rennen naar Carly en dit maakt Carly boos, ze zegt Steve om Zach nooit alleen de straat op te laten rennen maar altijd zijn handje moet vasthouden. De volgende dag gaat Carly met Zach samen met Donna winkelen, in een onbewaakt moment loopt Zach weg en dit brengt Carly in paniek. Na lang zoeken vinden ze Zach terug bij een politiepost dit tot haar grote opluchting. Dit brengt haar wel tot denken dat ze Steve wel hard aangepakt heeft en dat kinderen toch kinderen blijven.

## Rolverdeling
- Jason Priestley - Brandon Walsh
- Jennie Garth - Kelly Taylor
- Ian Ziering - Steve Sanders
- Brian Austin Green - David Silver
- Tori Spelling - Donna Martin
- Tiffani Thiessen - Valerie Malone
- Joe E. Tata - Nat Bussichio
- Lindsay Price - Janet Sosna
- Hilary Swank - Carly Reynolds
- Vincent Young - Noah Hunter
- Myles Jeffrey - Zach Reynolds
- Angel Boris - Emma Bennett
- John Prosky - Duke Weatherill